# Reimarochloa aberrans
Reimarochloa aberrans är en gräsart som först beskrevs av Johann es Christoph Christian Döll, och fick sitt nu gällande namn av Mary Agnes Chase. Reimarochloa aberrans ingår i släktet Reimarochloa och familjen gräs. Inga underarter finns listade i Catalogue of Life.